# خوليو كويفا
خوليو كويفا هو ملحن كوبي، ولد في 12 أبريل 1897 في ترينداد في كوبا، وتوفي في 25 ديسمبر 1975.

## روابط خارجية
- خوليو كويفا على موقع ميوزك برينز (الإنجليزية)
- خوليو كويفا على موقع أول ميوزيك (الإنجليزية)
- خوليو كويفا على موقع ديسكوغز (الإنجليزية)